# 群馬県立高崎特別支援学校
群馬県立高崎特別支援学校（ぐんまけんりつ たかさきとくべつしえんがっこう）は、群馬県高崎市乗附町にある県立特別支援学校。

## 設置学科
- 小学部
- 中学部
- 高等部

## 沿革
- 1973年（昭和48年）11月1日 - 群馬県立みやま養護学校開校
- 1981年（昭和56年）4月1日 - 高等部設置
- 2015年（平成27年）4月1日 - 群馬県立高崎特別支援学校と改称